# Carmen Carrillo de Antúnez
María del Carmen Carrillo Martínez, conocida como Carmen Carrillo de Antúnez (León, Guanajuato, México, 1900-México D.F, 6 de enero de 1981) fue una escultora mexicana que se distinguió en el arte de la ceriescultura, es decir, esculturas hechas en cera. Decidida a mostrar las diversas actividades de los grupos indígenas mexicanos, dedicó gran parte de su vida a su mayor inspiración: la escultura indígena.
Distinguida autora de obras representativas del Museo de Antropología como son el diorama del Mercado de Tlatelolco y el de la Cacería del Mamut en Tepexpan. Además creó cincuenta piezas en ceriescultura para el Museo de Etnografía con el fin de plasmar la belleza y armonía estética de las danzas tradicionales de México. 

## Vida y obra
Carmen Carrillo nació en León, Guanajuato, en 1900. Desde niña se interesó mucho por el indígena y su maravilloso mundo surrealista, a los nueve años de edad hizo sus primeros bocetos. 
Al morir su padre, se trasladó con su familia a la ciudad de México y casi adolescente, se convirtió en maestra de escuelas oficiales. Contrajo matrimonio con Diódoro Antúnez Echagaray, con quien tuve tres hijos: Miguel Antúnez Carrillo, Óscar Javier Antúnez Carrillo y Diódoro Antúnez Carrillo, este último le ayudó en la producción del diorama de El Mercado de Tlatelolco. El contraer matrimonio no evitó que abriera una alfarería, una fábrica de muñecos y otra de maniquíes de aparador. Se dedicó a modelar pequeñas esculturas en cera, las cuales se vendían en los principales almacenes de la capital, hasta que decidió entregarse a lo que para ella constituía su principal razón de vida: la escultura del mundo indígena.
Recorrió toda la República Mexicana, recogiendo la esencia de la humilde vida de los indígenas mexicanos. Fascinada por las danzas aborígenes de los indios, encauzó su trabajo, ya con la idea de fundar un museo que mostrara al mundo el aspecto del modesto indio que se transformaba envuelto en brillantes telas, plumas multicolores y se embellecía con jades y lindos atuendos, para entregarse a su danza. 
Debido a su madurez como escultora de cera, dio vida en Sonora a su recreación de la Danza de El Venado al quedar maravillada con la interpretación de los indígenas yaquis. La obra consta de figuras de alrededor de 40 centímetros de alto que parecen suspendidas en el tiempo. Figuras que son reales porque sus modelos eran reales, músicos y bailarines que con su solemne expresión posaron para la escultora. La artista continuó viajando, estudiando e inspirándose y así creó otros conjuntos como son: la Danza de la Pluma del estado de Oaxaca, Los Paragüeros de Tlaxcala, la Danza de Los Viejitos del estado de Michoacán, Los Quetzalines de la sierra de Puebla, entre otros. Algunas veces logró llevar consigo a la ciudad de México a los indígenas para trabajar con ellos en su taller, albergándolos en su propia casa. 
Pasaron varios años para que el gobierno, mediante el Instituto Nacional de Antropología, construyera un pequeño edificio para exhibir las colecciones de Carmen Carrillo de Antúnez, las cuales incluían decenas de figuras de cera de tamaño natural de otomíes, tarascos, tarahumaras y tehuanas. Después de muchos trabajos abrió el Museo Etnográfico de la ciudad de México, bajo la dirección de la escultora. Es justo hacer un reconocimiento a Cleotilde Carrillo, hermana de Carmen Carrillo de Antúnez, quien se encargó de la hechura del vestuario de todas las danzas prehispánicas del Museo Etnográfico. 
La siguiente fase de la creadora fue la galería de tipos indígenas en bronce, a la cual pertenece un danzante de la pluma en tamaño heroico. Además, doña Carmen continuó con la construcción de la primera maqueta del Templo Mayor de México Tenochtitlan, a escala de 1 a 100 metros, la cual se encuentra en el Museo de Antropología y ofrece al espectador una clara visión de cómo eran los edificios y centros arqueológicos, y de cómo se desarrollaba la vida en el México prehispánico.
Fueron varias las exposiciones artísticas que Carmen Carrillo de Antúnez realizó; el entonces presidente de la República, Lic. Miguel Alemán inauguró la primera exposición en el Instituto Politécnico Nacional y más adelante, en el Instituto Mexicano-Norteamericano de Relaciones Culturales en Monterrey.
Sus obras también llegaron al extranjero: en Washington el éxito fue enorme con la exposición instalada en la Unión Panamericana; en París, el Museo del Hombre albergó temporalmente algunas de sus obras durante su gira por Europa.
Su producción artística comprende numerosos retratos en bronce al igual que la construcción de la Fuente Monumental en el estado de Oaxaca, la cual incluye seis esculturas en bronce de dos metros y medio de altura y una de cuatro metros y medio.
Estuvo a cargo de la jefatura del Departamento de Museos Regionales del Instituto Nacional de Antropología e Historia con lo que tenía a su cargo treinta y dos museos. De igual forma, supervisó la instalación de nuevos museos que próximamente estarían abiertos al público. Y como consecuencia natural de su talento, estuvo al frente del equipo artístico de dioramas del Instituto Nacional de Antropología e Historia, desde donde produjo espectaculares dioramas como la Cacería del Mamut en Tepexpan, la ceremonia de Invocación de la lluvia o el mencionado Mercado de Tlatelolco. Asimismo, tuvo el cargo de secretaria del Subcomité Nacional de Museos de la UNESCO y fue miembro de la omisión Internacional de Museos de ICOM. También elaboró caricaturas en cera del presidente Lázaro Cárdenas y Emilio Portes Gil, y del compositor Agustín Lara y sus musas, entre otras.
Además de sus estudios en dibujo, pintura y escultura, Carmen Carrillo de Antúnez cursó talleres de sistemas de construcción de dioramas, métodos museográficos y reproducción de plantas en el Museo de Historia Natural de Nueva York, y en el Museo de Field de Chicago. 
Fue llamada por el gobierno de la República Dominicana para realizar una escultura en bronce de dos metros y medio del guerrero llamado: El Enriquillo, libertador de los taínos para el Museo del Hombre de Santo Domingo.
Algunas de las obras de Carmen de Antúnez que figuran en museos y colecciones son: Danza de la Pluma, Indio Huichol, Danza de Los Paragüeros, Danza de Los Viejitos, Danza de Los Quetzalines, Danza del Venado, Escena Tarasca, Arquero Tarahumara, Danzante de La Pluma, Tehuana, Tipo Otomí, Tipo Tarasco, Maqueta del Templo México-Tenochtitlan, Diorama de la Vida Otomí, Diorama de la Invocación a las lluvias, Diorama de la Cacería del Mamut, Diorama del Mercado de Tlatelolco, Maqueta de la Pirámide de Cholula, Maqueta de Yagul, Maqueta de Teotihuacán, etc.
Otras de sus obras en bronce: Retrato del Lic. Agustín Yáñez, Retrato del Lic. Alfonso Pérez Gazga, Retrato del Dr. Juan Pérez Muñoz, Cabeza de indio mixteco, Grupo de dos indígenas tarascos, Hombre de raza negra, Indígena representando una manda, Desnudo femenino, Cabeza de bailarina negra, Composición de la figura de don Pedro Sánchez, Enriquillo, Fuente Monumental en Oaxaca, etc. La mayoría de estas obras son de tamaño natural.

## Descripción de sus más célebres obras
Diorama de la Cacería del Mamut de Tepexpan
Obra realizada en plástico a escala que simboliza la caza de un mamut por un grupo de nómadas. Se encuentra en el Museo Nacional de Antropología.

Diorama de la Invocación de las Lluvias
Elaborado en plástico, representa la ceremonia que se lleva a cabo en la península de Yucatán de acuerdo con la tradición maya. En este diorama la artista reprodujo tipos físicos mayas, objetos relacionados con la ceremonia y la vegetación propia del lugar a escala. Instalado en la Sala de Etnografía Maya del Museo de Antropología.

Diorama del Mercado de Tlatelolco
Elaborado en plástico, está compuesto de 300 figuras de 28 centímetros de altura y miles de réplicas de vegetales, frutos, fauna y flora del lugar, objetos de oro y plata, plumas, etc. Representa las costumbres y vestuario de la época prehispánica.

Maqueta de la Zona de Teotihuacán
Maqueta elaborada para el Museo de Antropología que recrea el aspecto general del lugar, manteniendo las curvas de nivel del terreno que comprenden el cerro Gordo y el Patlachique.

Fuente de las Siete Regiones
Localizada en la ciudad de Oaxaca de Juárez, en el estado de Oaxaca y elaborada en bronce hacia 1956, incluyó originalmente 6 figuras de dos y medio metros de altura que representan, en tipos femeninos indígenas, seis regiones del estado: La Mixteca, El Alto Papaloapan, La Sierra, La Cañada, La Costa y El Istmo, así como un danzante de La Pluma de cuatro metros de altura que representa a los Valles Centrales de Oaxaca. Esta obra fue alterada en 2005, cuando el gobierno estatal ordenó remodelar el conjunto escultórico y se le adicionó una séptima estatua, para responder al criterio político de las ocho regiones económico administrativas, que la administración pública confundió con las siete regiones tradicionales.

Danza de los Paragüeros
Se interpreta en el estado de Tlaxcala, en los municipios de Papalotla, Santa Ana Chiautempan y Tepeyanco, con diferencias particulares en cada comunidad. Lucen hermosos trajes de terciopelo negro adornados con bordados de la más alta calidad que representan la flora y fauna de la región. En el rostro, los danzantes portan una máscara de madera de facciones europeas y de la cabeza cae una prenda parecida a un mantón de Manila llamada paño, sobre el cual colocan un sombrero con plumas creando un adorno similar a una sombrilla abierta (motivo de la denominación del paraguas). Los paragüeros usan látigos que mueven para recordar la petición de lluvias, y los instrumentos que acompañan esta danza son: violín, contrabajo, clarinete y guitarra.

Danza de los Quetzales o Quetzalines
Originaria de la sierra de Puebla, el estado de Hidalgo y la región nahua-totonaca de Veracruz. Se deriva de una festividad mexica llamada Xochipehualiztli (ritual que anunciaba la llegada de la primavera). Los danzantes portaban lujosas prendas con grandes tocados de pluma de quetzal. Es una danza vistosa, tanto por el atuendo adornado con hermosos bordados, cintas, espejuelos y lentejuelas, como por el penacho. 
Llevan una sonaja de latón en la mano derecha, y un cetro en la izquierda. Los pies se calzan con huaraches de pata de gallo. Los instrumentos más importantes de esta danza son un tambor de doble parche y una flauta de carrizo. Un personaje interpreta al viejo de la danza, cuya función es hacer reír. 
El significado de la danza es religioso y su intención es propiciar buenas cosechas.

Danza de los Viejitos
Es una danza de tono humorístico, la cual requiere precisión rítmica, destreza y agilidad. Consta de tres músicos, un niño y ocho danzantes. 
La danza de Los Viejitos es interpretada por los tarascos o purépechas para festejar al santo patrono, a la Santa Cruz, la Navidad y en honor a la Virgen de la Salud. Es la danza más popular de los huehuenches, se realiza en los pueblos de la región lacustre del lago de Pátzcuaro, en Michoacán. Es una de las representaciones de la mitología indígena del Dios Viejo Huehuetéotl, Dios del Fuego. 
La vestimenta consta de camisa y calzones de manta blanca, botines y una faja bordada. Adornado con un colorido huanengo, una mascada de colores en el cuello y un sombrero de palma de anchas alas. Llevan un bastón de madera en la mano y cubren su rostro con una máscara de pasta de maíz o de madera, con rasgos de un viejo sonriente y dentadura incompleta.
Por lo general esta danza es interpretada por jóvenes ya que el ritmo es rápido y fuerte, aunque la conducta es de personas ancianas. Destaca la presencia de un personaje llamado Maringuilla (hombre disfrazado de mujer que baila en pareja con cada uno de los personajes).

Danza de Los Pascolas y El Venado
La Danza de El Venado originaria del estado de Sonora, es representada por los indios yaquis. El venado es una entidad sagrada y su danza se realiza en un ámbito ritual que se representa en las fiestas de los santos patronos. Con gran relevancia en Semana Santa, son tres las danzas que se llevan a cabo en esta fiesta: El Venado, Pascola y Matachines. El baile imita la lucha del venado contra los coyotes, encarnados por tres hombres. El yaqui que interpreta al venado se coloca una cabeza de venado disecada con cuernos adornados de coloridos listones, y se enrolla tiras de tenábaris que sirven de sonajas para producir el sonido del venado caminando sobre la hierba. En cada mano traen una sonaja.
Los pascolas son tres hombres que llevan máscara de cabra que les tapa el oído y solo cuando bailan con el venado se la colocan en la cara. Al igual que el venado lleva dos tiras de tenábaris, porta un cinturón de cuero con cascabeles y en la mano derecha trae una sonaja de discos de bronce montados entre dos tiras de madera, que hace sonar al golpearla con la mano izquierda.
Son tres músicos de la Danza del Venado, uno toca la jícara de agua con una baqueta, los otros dos raspan dos tiras de madera (una lisa y otra labrada), una con otra sobre una calabaza.
Entre la ejecución de la Danza de Los Pascolas y la de El Venado participa un músico llamado tampaleo, que toca al mismo tiempo la flauta de carrizo y el tambor.

Danza de la Pluma
Danza zapoteca que representa el desarrollo de la conquista española y es ejecutada por los danzantes de los valles centrales de Oaxaca. Esta danza forma parte de la tradición zapoteca de bailar como ofrenda a los santos patronos en las fiestas religiosas. 
Hay dos bandos: el de los españoles y el de los mexicas. Los personajes más importantes interpretan al bando español, el de Hernán Cortés acompañado de la Malintzin; el bando mexica es comandado por Moctezuma.

## Exposiciones
•	Feria Mundial de Nueva York, Estados Unidos (1939)
•	Palacio de Bellas Artes, México, D.F (1941)
•	Exposición Permanente en el Museo Nacional de Antropología en México, D.F (1942 y 1947)
•	En el edificio del Instituto Mexicano del Seguro Social, México, D.F (1949)
•	En el Instituto Tecnológico de Monterrey, México (1949)
•	En el Instituto Politécnico Nacional de México, D.F (1950)
•	En el Instituto Mexicano Norteamericano de Relaciones Culturales, México, D.F (1951)
•	En el edificio de la Unión Panamericana de la Ciudad de Washington D. C. (1952)

## Premios y reconocimientos
•	En 1935 Carmen Carrillo de Antúnez obtuvo el primer premio en el concurso celebrado por la Casa Bayer con una caricatura en ceriescultura.
•	En 1936 recibió el primer premio del diario El Universal con los famosos muñecos: Mamerto, Ninfa, Chon Prieto, Kismoloncita, Adelaido el Conquistador, Chito Matías, el señor Pestaña, Segundo I y Refugio.
•	En 1937 ganó el primer premio del festival del día de las madres con su Presidiario que personifica la visita de una madre a su hijo en la cárcel.

## Galería de Fotos

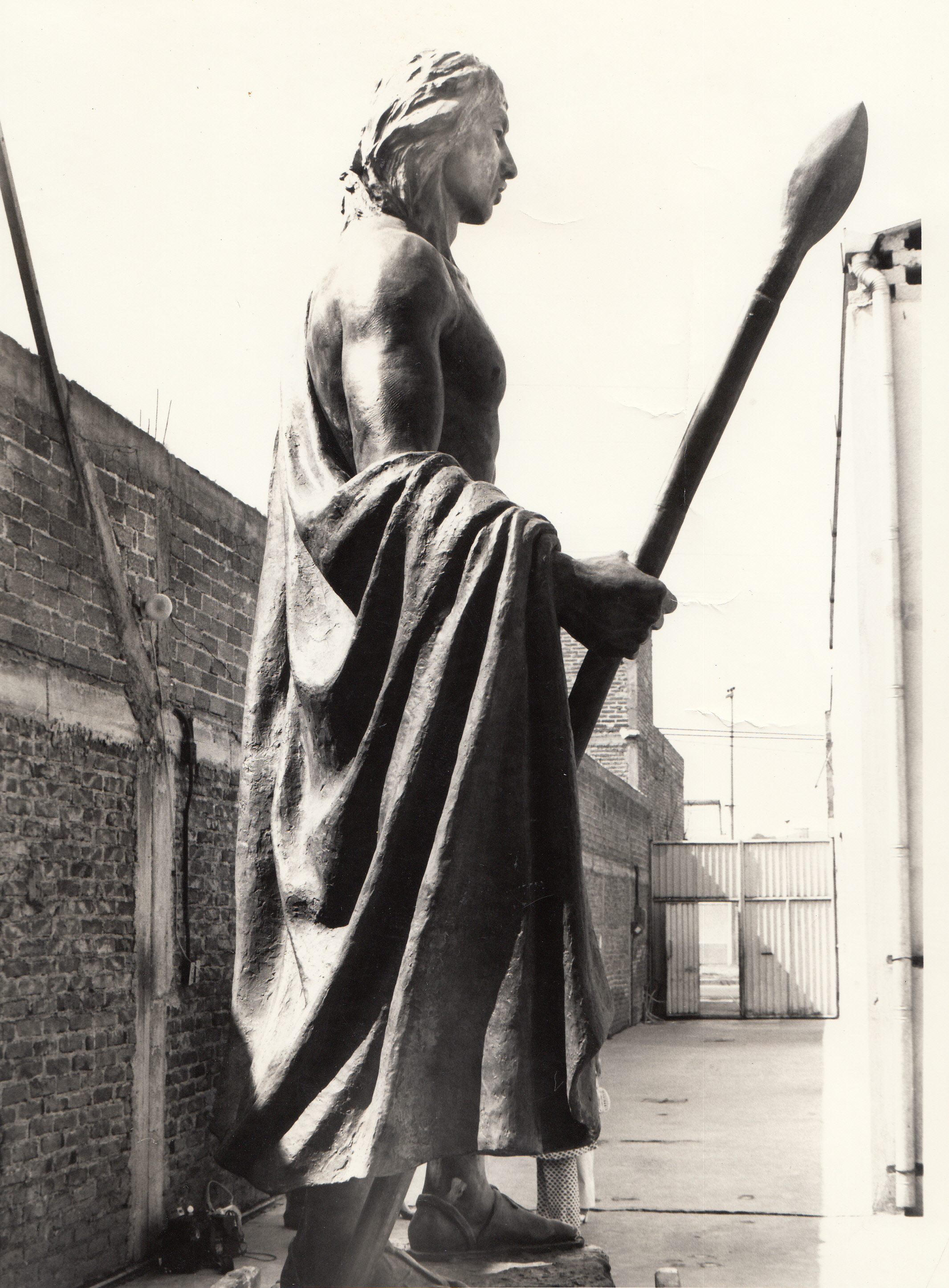
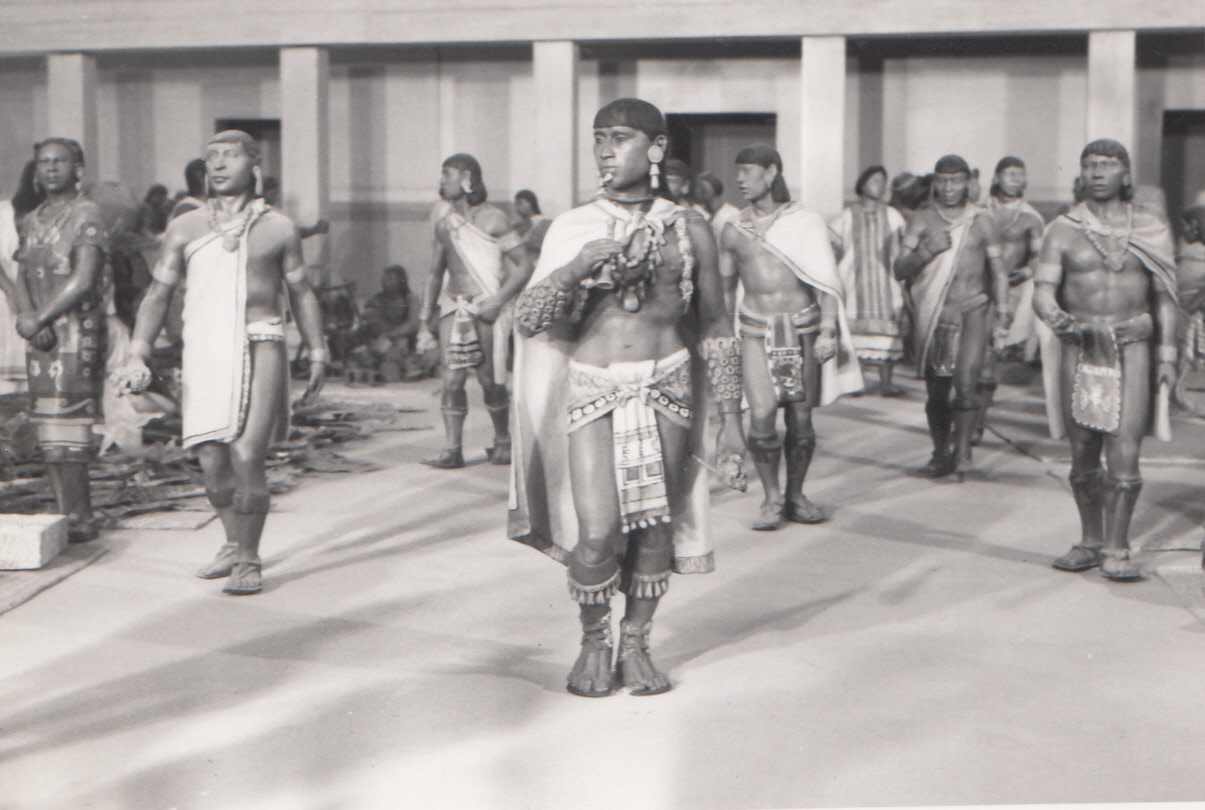
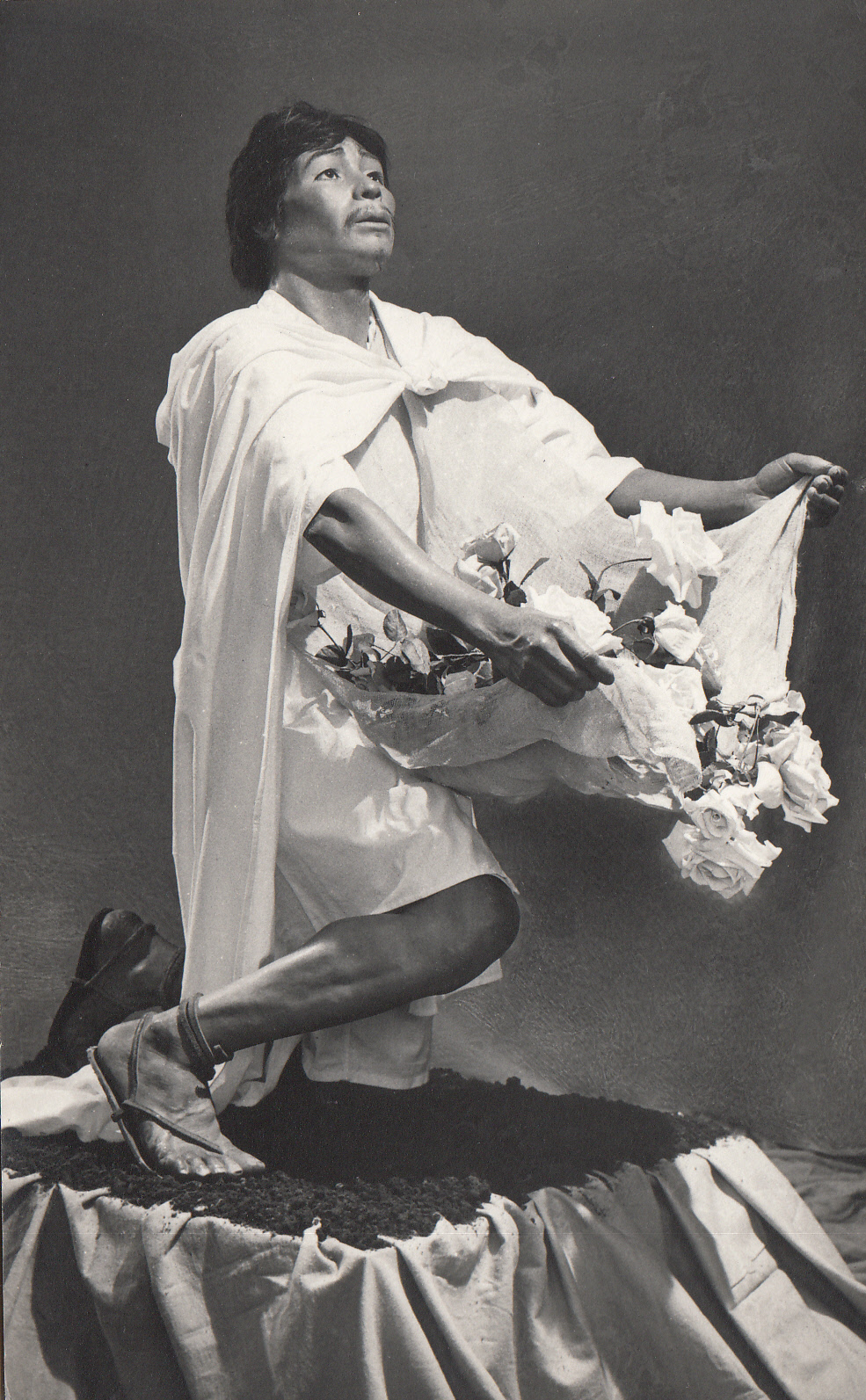
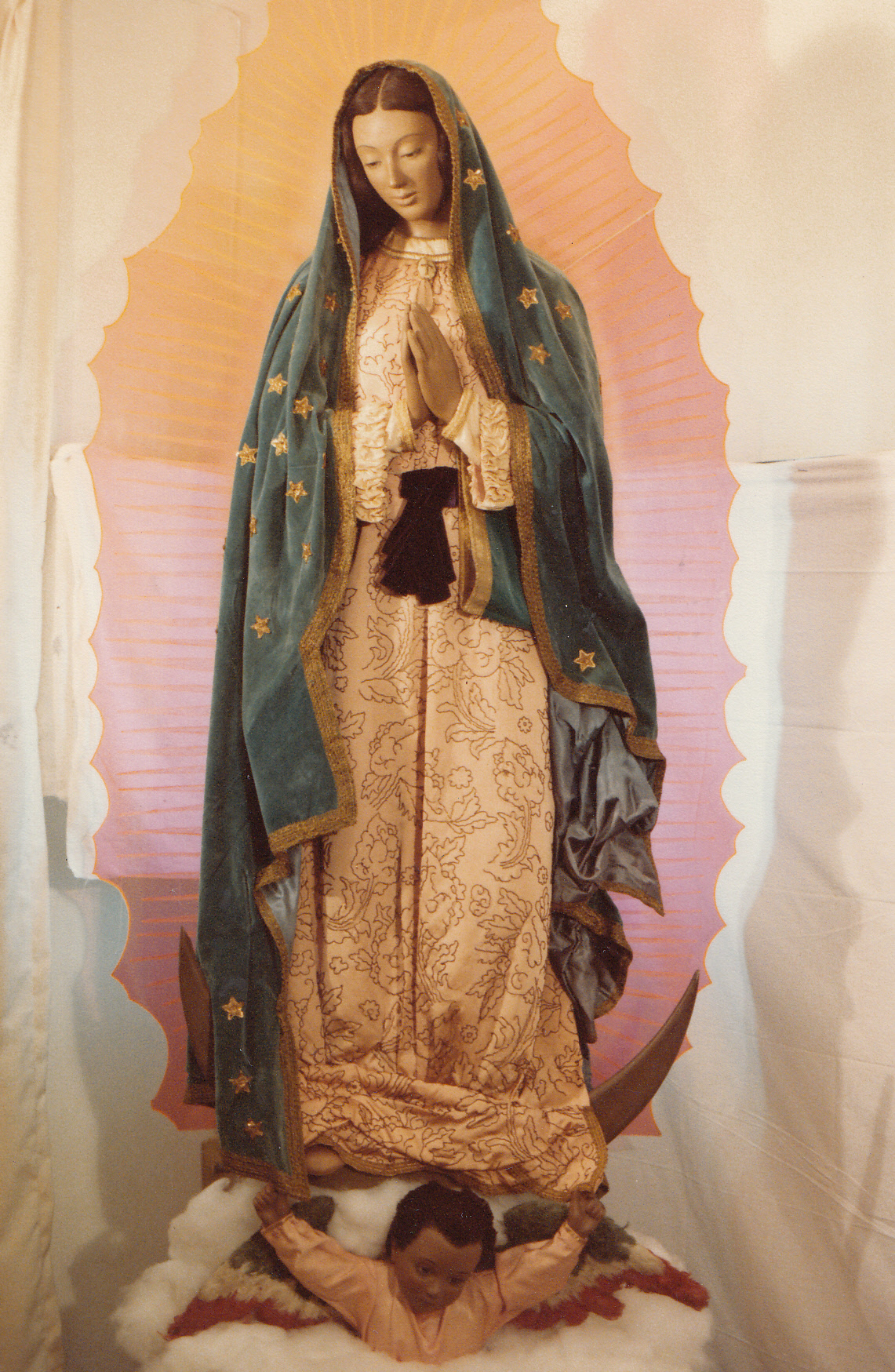
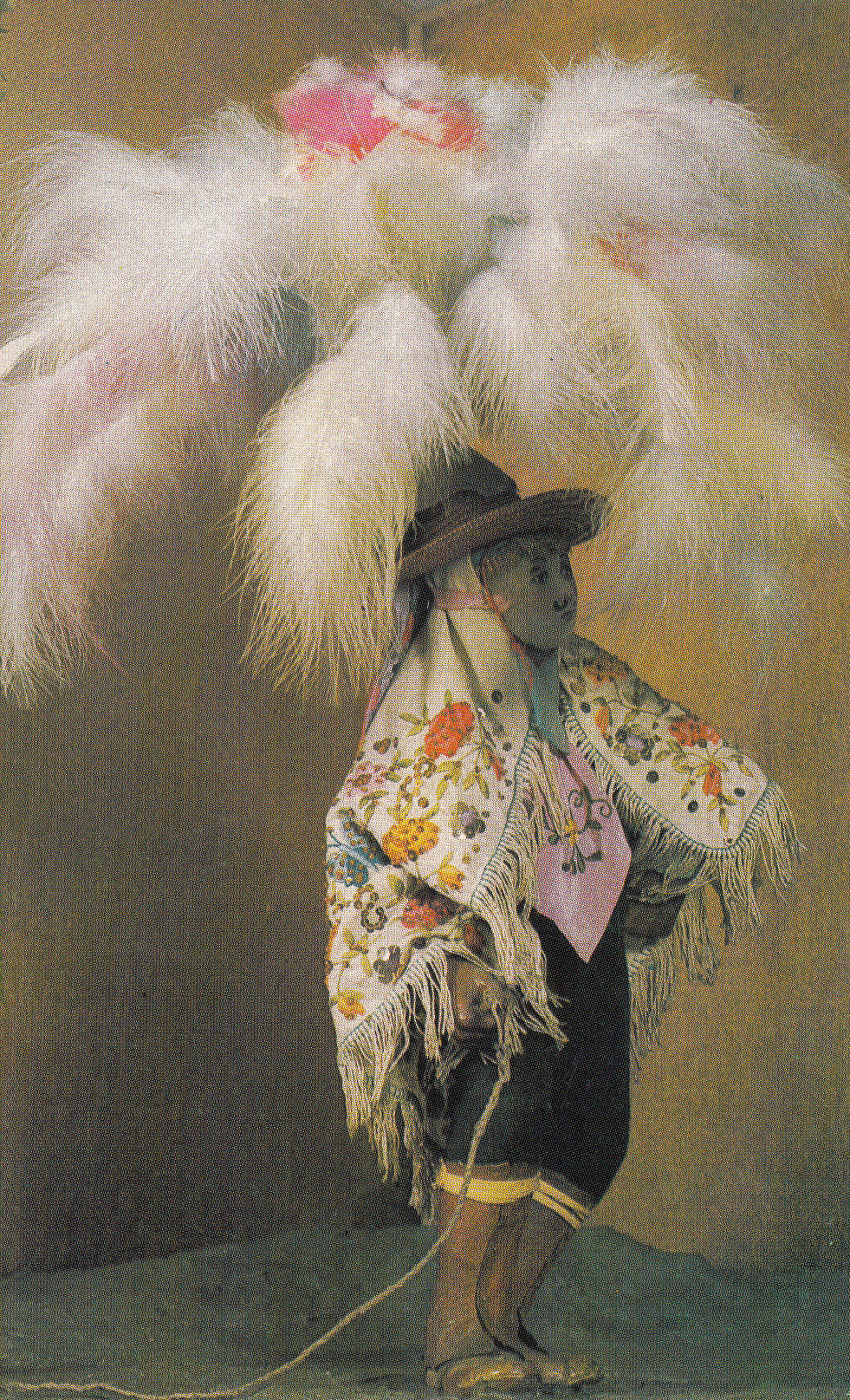
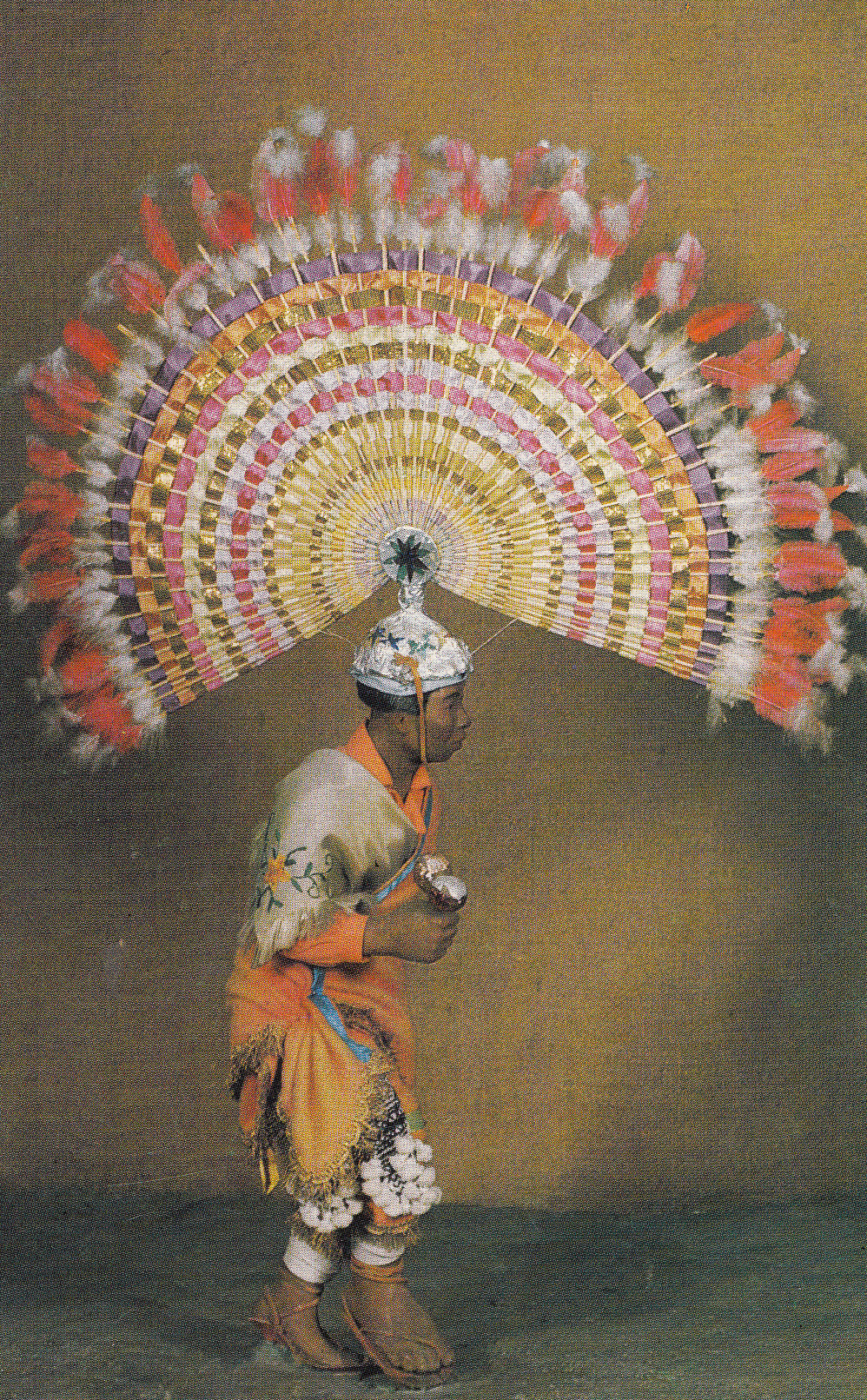
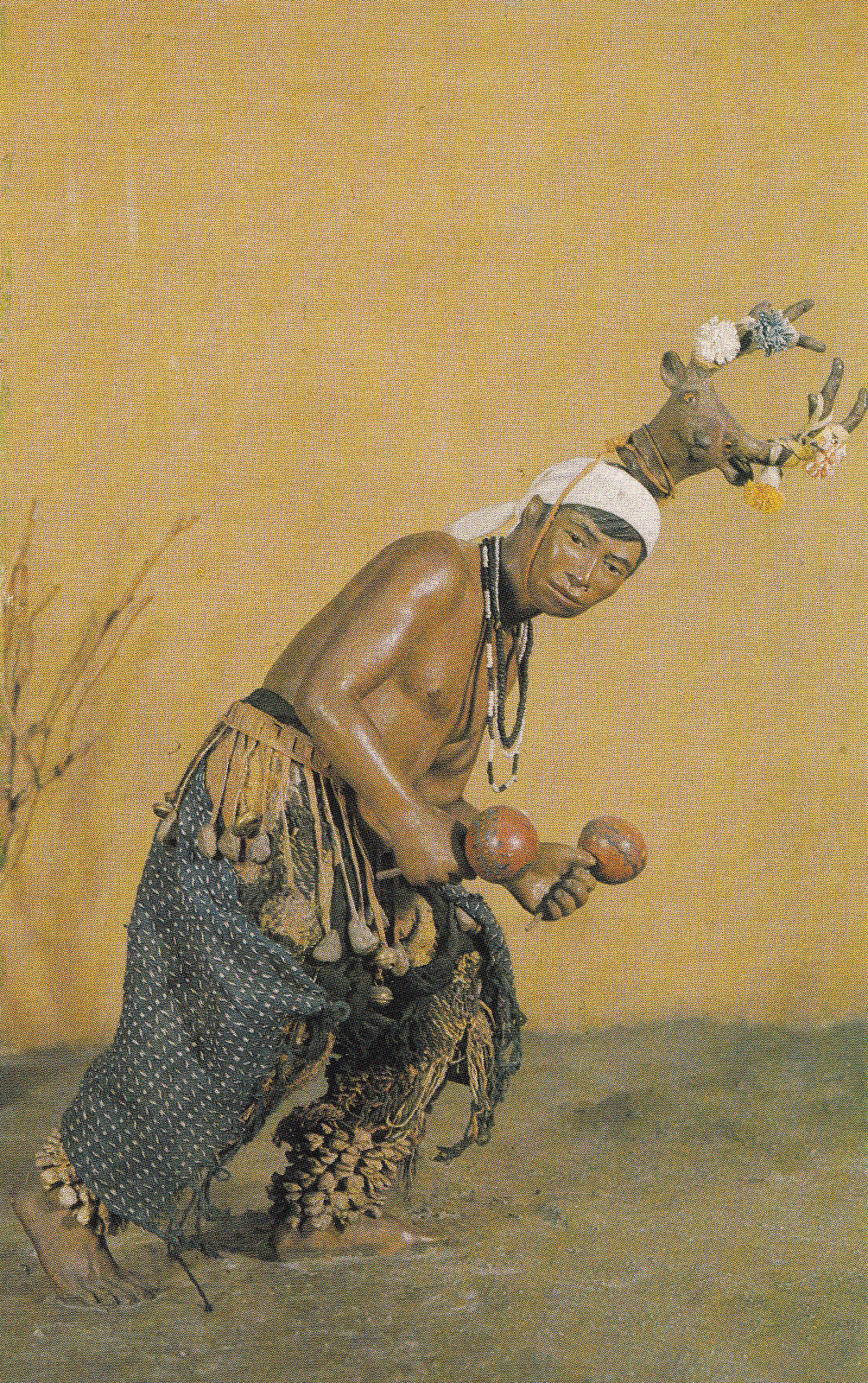
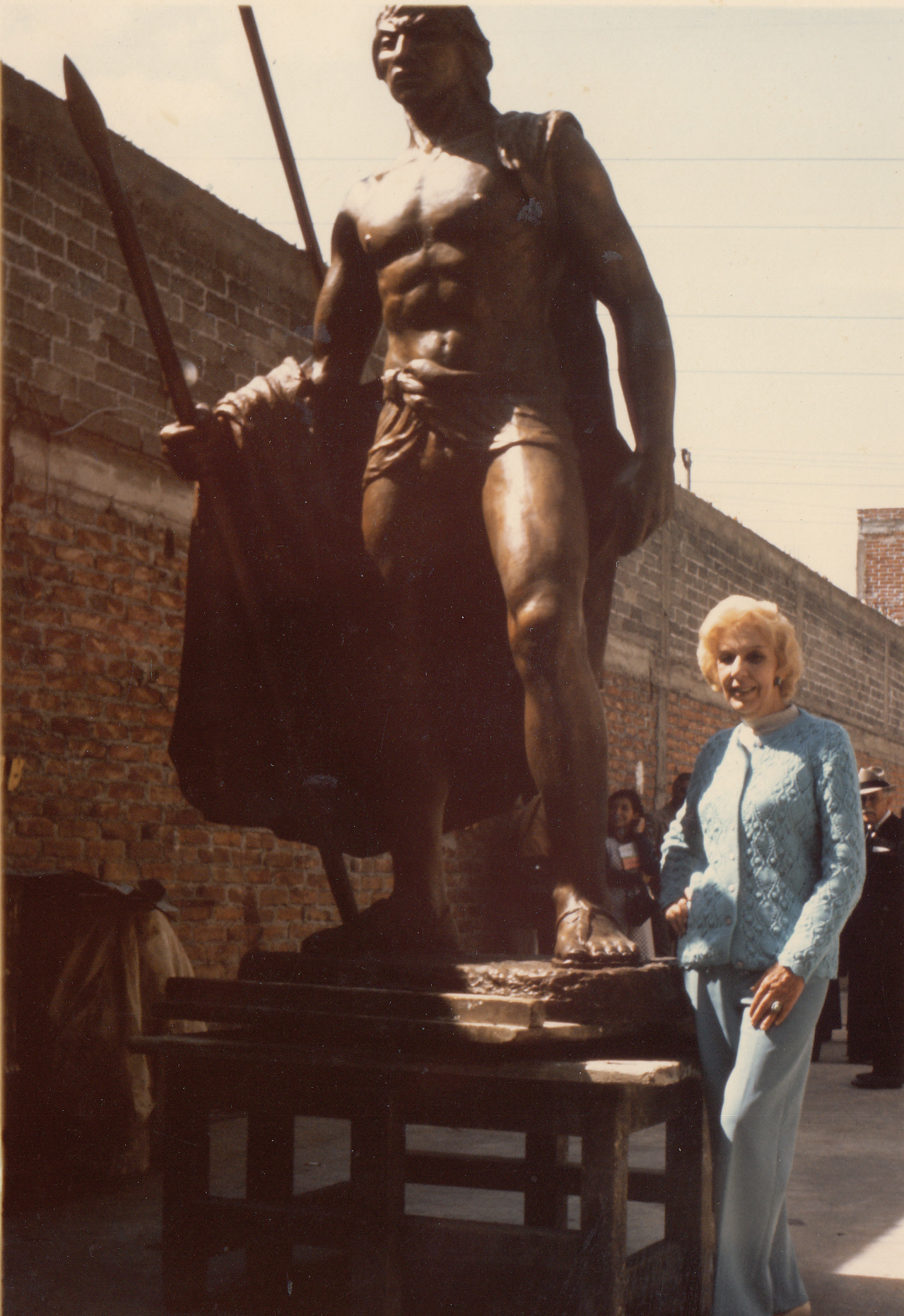
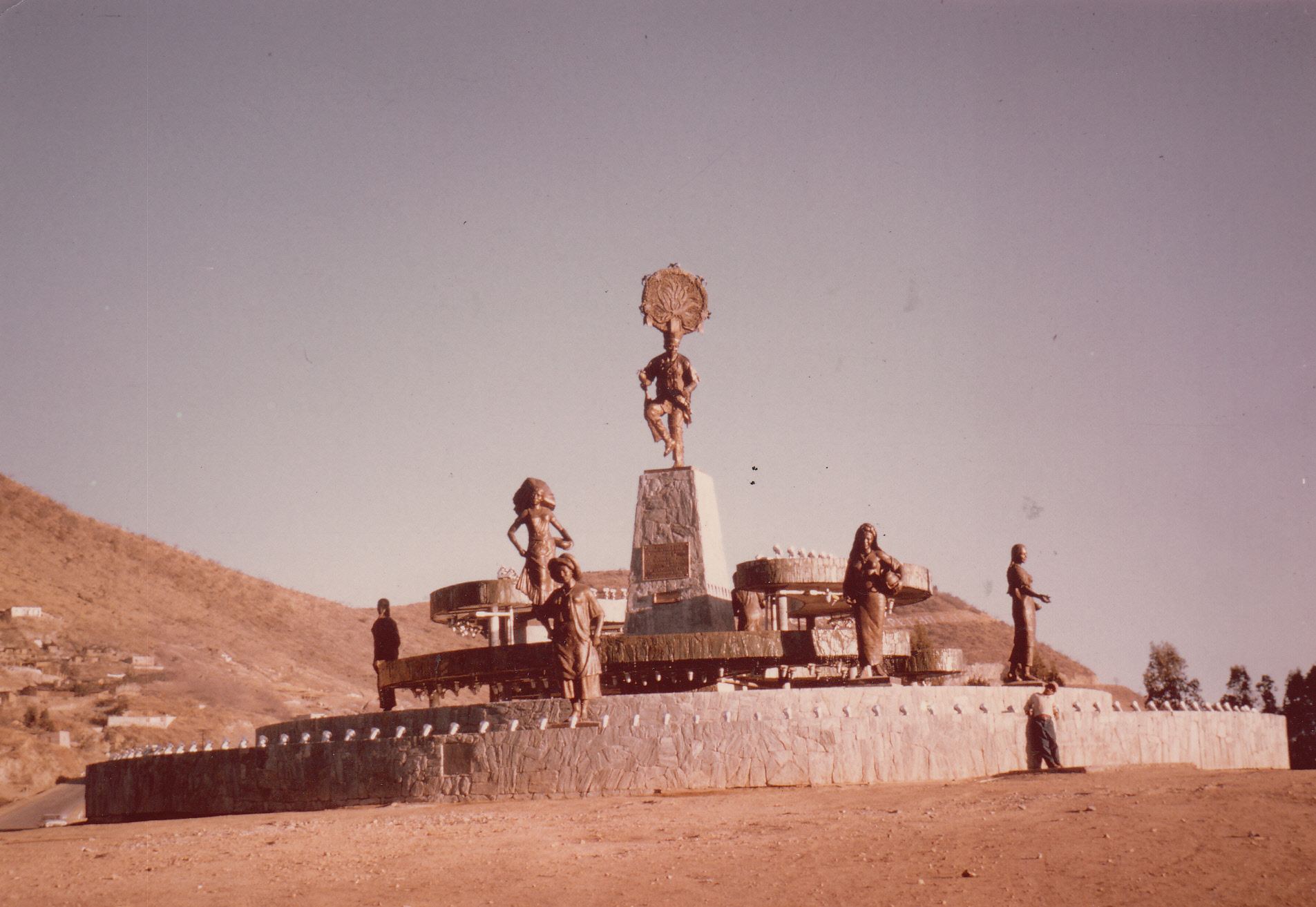